# Confédération de la Couronne polonaise
La Confédération de la Couronne polonaise (en polonais : Konfederacja Korony Polskiej, KKP), souvent abrégée en La Couronne (Korona), est un parti politique monarchiste et nationaliste polonais d'extrême droite.  Il est dirigé par Grzegorz Braun.
Il a été décrit comme nationaliste et traditionaliste et comme partisan du monarchisme. Les objectifs du parti sont de « lutter pour le bien de la Pologne, garantir la souveraineté de l'État polonais, défendre la foi catholique de la Pologne, garantir la prospérité des familles polonaises et contribuer à façonner la vie sociale basée sur les principes de la civilisation latine ».
Le parti a fait partie, avec Nouvel Espoir et le Mouvement national, d'une coalition appelée Confédération de sa formation à son exclusion de celle-ci en 2025.

## Histoire
Grzegorz Braun est devenu président de la Confédération de la Couronne de Pologne et Włodzimierz Skalik (ancien militant de la droite de la République de Pologne) est devenu vice-président et initialement secrétaire général. Le congrès inaugurant les activités publiques du parti s'est tenu le 7 septembre 2019. Aux élections parlementaires de la même année, il a présenté plusieurs dizaines de candidats sur les listes de la Confédération WiN (outre les militants du groupe, parmi lesquels figurait l'ancien député européen Andrzej Zapałowski). Aux élections, Grzegorz Braun a remporté l'un des 11 sièges parlementaires attribués aux candidats de la Confédération WiN (les cinq autres ont été remportés par des représentants du KORWiN et du RN ; la Confédération WiN a créé un groupe parlementaire uniforme). Lors des primaires organisées avant les élections présidentielles de 2020 pour sélectionner le candidat de la fédération à la présidence, Grzegorz Braun a pris la deuxième place, perdant dans la bataille finale face au candidat du RN Krzysztof Bosak. Le 24 janvier 2020, KKP a été enregistré au tribunal.

## Résultats électoraux

### Diète (chambre basse du Parlement polonais)
| Année | Voix                     | %                        | Rang                     | Sièges  | Gouvernement |
| ----- | ------------------------ | ------------------------ | ------------------------ | ------- | ------------ |
| 2019  | Au sein de Confédération | Au sein de Confédération | Au sein de Confédération | 1 / 460 | Opposition   |
| 2023  | Au sein de Confédération | Au sein de Confédération | Au sein de Confédération | 4 / 460 | Opposition   |